# Samuel Leroux
Samuel Leroux (* 27. November 1997 in Boulogne-sur-Mer) ist ein französischer Radrennfahrer, der im Straßenradsport aktiv ist.

## Sportlicher Werdegang
Nach dem Wechsel in die U23 fuhr Leroux zunächst fünf Jahre auf Vereinsebene. 2015 erzielte er mit dem vierten Platz bei Paris-Mantes Cycliste eine vordere Platzierung bei einem Rennen des internationalen Kalenders. 2018 wurde Leroux Mitglied im französischen UCI Continental Team Roubaix Lille Metropole, für das er bis 2024 an den Start ging. Beim Grand Prix International de la ville de Nogent-sur-Oise 2019 stand er als Dritter erstmals auf dem Podium eines internationalen Rennens. 2022 erzielte er seine ersten beiden Siege, als er die letzte Etappe der Tour d’Eure-et-Loir gewann und sich damit auch den Sieg in der Gesamtwertung sicherte. Abseits der Straße wurde er 2022 bei den Mountainbike-Europameisterschaften Dritter im Beachrace (Strandrennen).
2023 und 2024 konnte Leroux weitere internationale Siege seinem Palmarès hinzufügen, dazu war er wiederholt auch bei Rennen des nationalen Kalenders erfolgreich. Nach seinen Leistungen erhielt er zur Saison 2025  einen Vertrag bei UCI ProTeam TotalEnergies.

## Erfolge
2022
- Gesamtwertung und eine Etappe Tour d’Eure-et-Loir
- MTB-Europameisterschaften – Beachrace

2023
- eine Etappe Tour d’Eure-et-Loir

2024
- eine Etappe Étoile de Bessèges
- Omloop van het Waasland